# 기지개
기지개는 피곤할 때에 몸을 쭉 펴고 팔다리를 뻗는 일이다. 인간뿐만 아니라 여러 동물들 역시 기지개를 켜며 잠을 자고 나서 이러한 행동을 보이는 경우가 많다.
의료전문가들은 잠을 자고 일어나서 몇 초간 행하는 기지개를 하는 습관이 워밍업 차원에서 중요할 뿐만 아니라 나아가 일상에서 행하는 스트레칭 전단계나 잠자기 전 또는 낮의 활동량이 많은 중간중간에 의도적으로 기지개를 하는 것이 신체의 리듬감을 회복하거나 안정적인 신체건강유지에 긍정적인 활동이라는 점을 주요하게 언급한다. 수면 후의 기지개는 수면 중 부교감신경과 교감신경계의 주도적 관계를 유연하게 전환하는 효과적인 방법으로 알려져 있다. 하지만 몸이 덜 풀린 상태에서 기지개를 키거나 잘못 킨다면 쥐가 일어날 우려가 있다.

## 스트레칭
스트레칭의 하나로 제시되는 '기지개켜기'는 발을 펴고 똑바로 누운 자세에서 양발 끝을 펴는 동시에 양팔을 머리 위로 올려 뻗는 스트레칭 동작으로 이의 응용 동작으로는 양팔을 뻗은 상태에서 옆으로 구르는 동작이 있다. 아침에 일어나서 간단하게 할 수 있는 스트레칭이다.

## 같이 보기
- 하품
- 유산소운동